# Mikhail Boutros Fadel
Mikhail Fadel (in arabo: ميخائيل الثاني فاضل; Beirut, 1710 – Dayr Harrash, 17 maggio 1795) è stato arcieparca di Tiro e di Beirut e patriarca della Chiesa maronita con il nome di Mikhail II Boutros (in italiano: Michele II Pietro).

## Biografia
Mikhail Fadel nacque a Beirut in Libano nel 1710. Ordinato sacerdote a 21 anni, tra il 1741 ed il 1753 servì la comunità maronita di San Giovanni d'Acri, dove costruì una chiesa. Nel 1762 fu consacrato dal patriarca Toubia Boutros El Khazen arcieparca di Tiro e vicario patriarcale.
Dopo la salita al trono patriarcale di Youssef Boutros Estephan, Mikhail Fadel si schierò dalla parte degli avversari del patriarca guidati dalla famiglia degli sceicchi Khazen, che sostenevano la sospensione del patriarca (1779-1784), ordinata dalla Santa Sede, a causa dell'affare relativo alla mistica Hindiyya al-'Ujaimi. Nominato nel 1779 dal vicario patriarcale Mikhail El Khazen arcieparca di Beirut, la sua nomina fu contrastata dal patriarca che gli oppose Geremia (Giuseppe) Najim. La questione di Beirut fu risolta nel sinodo maronita del 1786, dove Fadel fu confermato sulla sede beritense.
Il patriarca Estephan morì, riconciliato con Roma, il 22 aprile 1793. A causa della peste, il sinodo poté riunirsi solo nel mese di settembre. Il 20 settembre 1793 venne eletto Mikhail Fadel. Questi si affrettò ad inviare a Roma il sacerdote Giorgio Ghanem, per ottenere la conferma del papa. Tuttavia, quando Ghanem giunse a Roma, Fadel era già deceduto il 17 maggio 1795 nel monastero di Dayr Harrash (distretto di Kisrawan), dove fu sepolto. Non fu così confermato dalla Santa Sede e nemmeno ricevette il pallio.
Tuttavia nel concistoro del 27 giugno 1796, che confermò l'elezione del suo successore Philibos Boutros El Gemayel, papa Pio VI volle che il nome di Fadel apparisse nella lista dei Patriarchi maroniti «etiam si morte praeventus honorem Pallii recipere a Nobis non potuerit».

## Genealogia episcopale e successione apostolica
La genealogia episcopale è:
- Patriarca Youhanna Bawab
- Patriarca Jirjis Rizqallah
- Patriarca Stefano Douayhy
- Patriarca Yaaqoub Boutros Awwad
- Patriarca Toubia Boutros El Khazen
- Patriarca Mikhail Boutros Fadel

La successione apostolica è:
- Arcivescovo Germanos El-Khazen (1794)